# Dallas Dhu
Dallas Dhu war eine Whiskybrennerei bei Forres, Moray, Schottland. Die Brennereigebäude sind in den schottischen Denkmallisten in die höchste Kategorie A einsortiert. Außerdem ist die Anlage als Scheduled Monument denkmalgeschützt.

## Geschichte
Die Destillerie wurde 1898 von Wright & Greig Ltd. gegründet. Der Name Dallas stammt vom gälischen Wort für „Tal“ und „Wasser“ ab, dhu bedeutet „schwarz“. 1929 wurde die Brennerei an die Distillers Company Limited (DCL) verkauft, welche sie von 1930 bis 1936 stilllegten. 1939 wurde ein Teil der Destillerie durch ein Feuer zerstört, 1947 wieder aufgebaut und geöffnet. 1983 wurde die Brennerei geschlossen, seit 1988 ist sie als Museum zu besichtigen. Die alten Geräte und Gebäude sind sorgfältig renoviert worden.
In den letzten Jahren gab es öfters Pläne die Brennerei wiederzueröffnen, welche lange aber nicht umgesetzt wurden. Nach einer erfolgreichen Machbarkeitsstudie wurde Anfang 2017 das Genehmigungsverfahren durch die schottische Denkmalbehörde angestoßen.

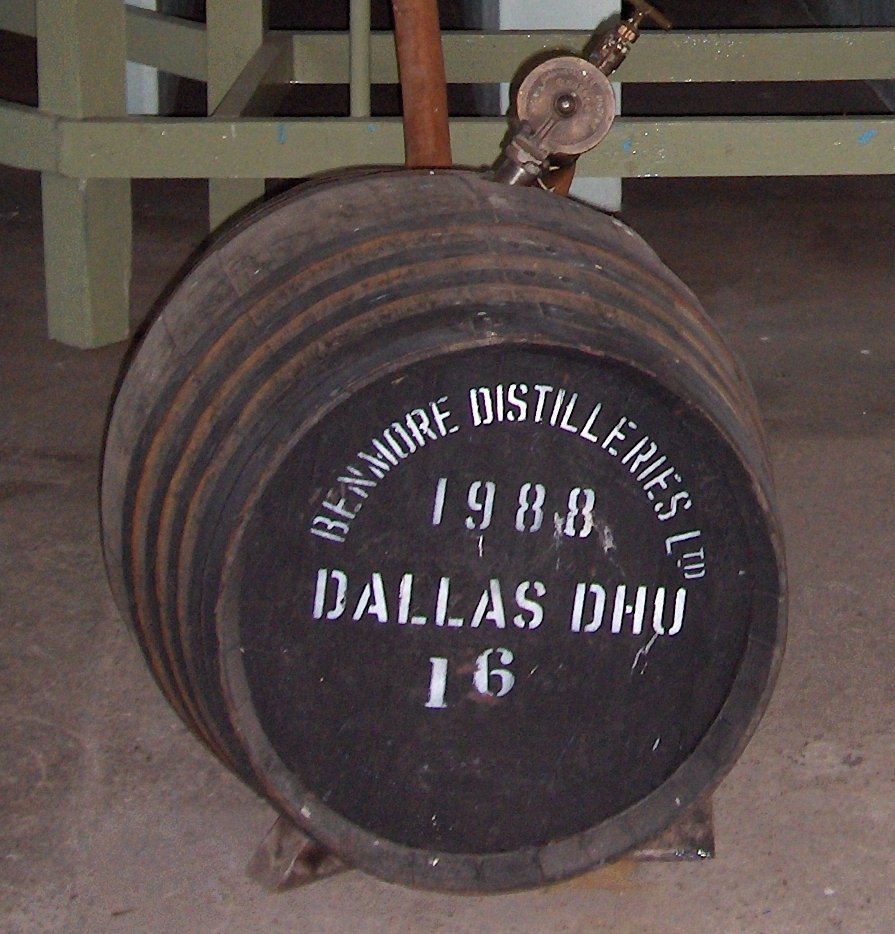
Whiskyfass von Dallas Dhu

## Produktion
Das Wasser der zur Region Speyside gehörenden Brennerei stammte aus dem Altyre Burn. Die Destillerie besitzt zwei Brennblasen: eine wash still (6377 l) und eine spirit still (5623 l).